# Mateusz Kossior
Mateusz Kossior, hoặc Kosior, Kossiur, Kossyor, Mateusz Koło, là một họa sĩ và nhà điêu khắc người Ba Lan sống ở thế kỷ 16, cuối thời Phục hưng. Ngày sinh và ngày mất của ông không rõ.
Kossior sinh ra ở Koło, sau đó chuyển đến Poznań. Tại đây, vào năm 1575, ông xuất hiện trước Hội đồng thành phố để khiếu nại hội họa sĩ địa phương. Do đó, Hội đồng thành phố đã tổ chức một chương trình có giới thiệu bức tranh Madonna and Child. Trong những năm 1579-1595, Kossior là thành viên cấp cao của một số hội họa sĩ, Sở Thủ công mỹ nghệ và nhóm đóng sách. Ông là một họa sĩ có danh tiếng và được kính trọng. Hoạt động nghệ thuật của Kossior đã mang lại cho ông một khối tài sản nhỏ ở Poznań. Những năm cuối đời, ông sống và làm việc ở Kłecko. Ở nơi này, họa sĩ là tác giả của một bức tranh bàn thờ trong một nhà thờ ở Kłecko.
Kossior bị ảnh hưởng bởi phong cách hội họa của Hà Lan và Ý. Gia đình quý tộc Czarnkowscy nằm trong số những khách hàng quen của họa sĩ.
Họa sĩ có bốn người con: Eve (vợ của James Goldsmith Poznan Staniewski, sau đó làm vợ của thợ kim hoàn Thomas Pełka), Stanislaus, Barbara và Hedwig. Một trong những người con của ông là Stanislaw Kossior (Kossiorowicz) (mất năm 1626) cũng là một họa sĩ. Trong các năm 1610 và 1617, ông là một thành viên của hội họa sĩ ở Poznań. Ông còn là tác giả của bức tranh bàn thờ trong một nhà thờ ở Szamotuły.